# Левандовщизна
Левандовщизна (пол. Lewandowszczyzna) — село в Польщі, у гміні Кшчонув Люблінського повіту Люблінського воєводства.